# لورنس ماير
لورنس ماير (بالإنجليزية: Laurence Meyer) هو اقتصادي أمريكي، ولد في 8 مارس 1944 في ذا برونكس في الولايات المتحدة.

## وصلات خارجية
- لورنس ماير على موقع إن إن دي بي (الإنجليزية)